# 말더듬이 노트케르

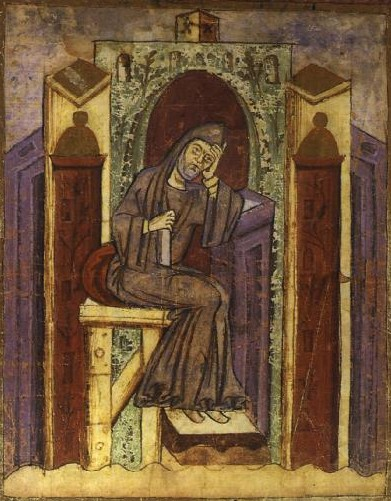

말더듬이 노트케르(Notker the Stammerer, 라틴어명: 노트케르 발불루스/Notker Balbulus, 840년 경 ~ 912년 4월 6일)는 음악가, 저자, 시인이다. 노트케르 1세, 시인 노트케르 등으로도 불린다.

## 생애
노트케르는 프랑크 명문 가문 출신으로, 성 갈렌 수도원 부근에 있는 투르가우 지방에서 840년경에 태어났다. 어릴 때 그는 아달베르트(Adalbert) 밑에서 양육되었다. 아달베르트는 프랑크인들에게 강력한 저항세력이었던 작센족, 훈족, 슬라브족을 상대로 한 정복전쟁에 참여했던 프랑크의 용감한 전사였다. 노트케르가 어린 소년이었을 때 이미 연로했던 아달베르트는 그에게 수많은 전쟁담을 들려주었다. 그에게서 들었던 이야기를 회상하면서, 노트케르는 이 책의 제2권에 나오는 샤를마뉴의 전쟁에 관한 이야기를 구성했다고 고백했다. 그는 성 갈렌의 수도원학교에 들어가 그 수도원의 수사였던 그리말트(Grimald)에게서 가르침을 받았다. 그리말트는 당시 프랑크 왕국의 최고 지성으로 알려진 앨퀸의 제자였다. 성 갈렌의 수도원학교에서 다양한 학문 분야를 두루 섭렵한 후, 노트케르는 스승의 뒤를 이어 그 수도원의 수사가 되었다. 수사가 된 후에 그는 주로 교사로서 활약했으며, 시와 음악, 저술에 재능을 발휘했다. 그의 신체는 가냘팠지만 마음은 강직했으며, 혀는 어눌했지만 지성은 번뜩였다. 그는 기독교 신앙을 보급하고 발전시키는 데 헌신하다가 912년에 사망했다. 1512년에 교황에 의해서 시복(beatification)되어 복자(the Blessed)의 반열에 올랐다.